# Seznam arhivov v Sloveniji
Seznam arhivov v Sloveniji.

## Državni arhiv
- Arhiv Republike Slovenije

## Pokrajinski arhivi
- Zgodovinski arhiv Ljubljana
- Zgodovinski arhiv Celje
- Zgodovinski arhiv Ptuj  Arhivirano 2007-11-02 na Wayback Machine.
- Pokrajinski arhiv Koper
- Pokrajinski arhiv Maribor
- Pokrajinski arhiv Nova Gorica  Arhivirano 2008-02-29 na Wayback Machine.

## Škofijski arhivi
- Nadškofijski arhiv Ljubljana
- Nadškofijski arhiv Maribor  Arhivirano 2014-05-04 na Wayback Machine.
- Škofijski arhiv Koper

## Zasebni
- Studia Slovenica (knjižnica in arhiv Katoliškega inštituta)  Arhivirano 2014-05-04 na Wayback Machine.